# Со Тайджи и момчета
Со Тайджи и момчета (на корейски: 서태지와 아이들; на английски: Seo Taiji and Boys) била три членна южнокорейска група, която оказва огромно влияние на навлизането на западната музика в модерния кей поп. Благодарение на Со Тайджи днес южнокорейската музиката е в сегашната си форма – смесица от корейски текст, западно звучене и хореография.
Групата дебютира през 1992 с песента „Знам“ („난 알아요“) в стил new jack swing и се задържа на първо място в класациите за 17 седмици. След няколко години, в които групата главно изпълнява рок и хевиметъл се завръща с рап песента „Come Back Home“, а след това отново се завръщат в рок стил.
Текстовете на песните им имат социална насоченост и са свързани с живота на младите хора, техните чувства и проблеми.

## От 1992 до 1996: Формиране, революцията, албуми и разпадане
След като Со Тайджи напуска Sinawe (първата хевиметъл група в Южна Корея) той сформира групата Со Тайджи и момчетата с танцьори и беквокали И Джуно и Янг Хьон-сок (днес основател и основен акционер на YG Entertainment). Хьон-сок и Тайджи се срещат за първи път, когато Хьон-сок се учи да танцува, а Джуно е един от топ танцьорите в Южна Корея. Со Тайджи дълго екперементира с музиката и няма планове групата да дебютира като денс поп банда, затова мейнстрийм успеха им бил голяма изненада.
Дебютната им песен „Знам“ („난 알아요“, Nan Arayo) става огромен хит и повлиява и до днес модерния кей поп. Песента оглавява класациите за 17 седмици. Вторият им албум поема на различна посока тракът „Hayeoga“ е с елементи на алтернативен рок както и целия албум, третият придобива хевиметъл стил. Песента им „Мечтание за Балхе“ („발해를 꿈꾸며“), част от третия албум отново е с елементи на алтернативен рок, а текста е за обединението на Корея. Четвъртият им албум, който включва и песента „Come Back Home“ е в рап стил и става една от най-легендарните песни в историята на модерната корейска музика.
Групата се разпада по време на разцвета си, в началото на 1996. Джуно в интервю заявява, че това било решение на Тайджи и той и Хьон-сок били изненадани от решението му. Като подарък за феновете групата реализира първия и последния албум компилация.
Тайджи заминава за Америка, където тайно сключва брак с актрисата И Джи-а и се завръща на сцената успешно две години по-късно като през 2006 се развежда с Джи-а, а през 2011 става голям скандал след като става ясно за брака и развода им. През 2014 се жени за актрисата И Ън-сонг. 
Янг Хьон-сок през 1996 основава YG Entertainment, една от трите най-големи музикални компании в Република Корея. Под неговия лейбъл са Биг Бенг, 2NE1, Сай и др.

## Членове
- Со Тайджи (р. 21.02.72) – лидер, главен вокал и текстописец
- Янг Хьон-сок (р. 09.01.70) – бекъп вокал, хореограф
- И Джуно (р. 10.02.67) – бекъп вокал, хореограф

## Дискография

### Албуми
- Seotaiji and Boys IV (1995)
- Seotaiji and Boys III (1994)
- Seotaiji and Boys II (1993)
- Seotaiji and Boys I (1992)

### Live
- '95 Farewall to Sky (1995)
- '93 Last Festival (1994)
- Taiji Boys Live & Techno Mix (1992)

### Сингли и други
- Sidae-Yoogam (1996)
- Goodbye Best Album (1996)